# Dcery Mariiny
Dcery Mariiny (švédsky: Mariadöttrarna av den Evangeliska Mariavägen) je luteránský ženský řád švédské církve. Byl založen v polovině 20. století Paulinou Mariadotter (civilním jménem: Gunvor Paulina Norrmanová). Komunity se nachází ve Vallby poblíž Enköpingu a v Malmö.
Sestry nosí modrý hábit, skládají řeholní sliby chudoby, čistoty a poslušnosti. Vadstenská komunita přijala řeholi sv. Benedikta a od roku 1988 patří ke katolické církvi.
Sestry kromě Švédska působí také ve Finsku a Dánsku.